# آمادو کوناته
آمادو کوناته (انگلیسی: Amadou Konaté؛ زادهٔ ۱ ژانویهٔ ۱۹۹۷) بازیکن فوتبال اهل فرانسه است.